# アレクサンドル・ヴォローシン
アレクサンドル・スタリエヴィチ・ヴォローシン（ロシア語: Алекса́ндр Ста́льевич Воло́шин、ラテン文字転写の例：Alexander Staliyevich Voloshin、1956年3月3日 - ）は、ロシアの政治家。

## 人物
エリツィン時代に台頭し、エリツィン及びその家族を中心とする側近集団（セミヤー）の権益の保護者であった。プーチン大統領就任後も、セミヤーの代表として、大統領府長官としてプーチン政権に絶大な影響を誇ったが、シロヴィキの台頭に従ってセミヤーやオリガルヒが切り崩され、2003年10月ヴォローシン自身も大統領府長官を辞任した。その後、統一エネルギーシステム取締役を経て、2008年12月26日、ノリリスク・ニッケルの取締役会議長（会長）に就任した。2010年6月28日に開かれた同社株主総会において選任されず、新会長にはヴァシーリィ・チトフ（VTB銀行）が選任された。